# Дамиану, Мариу Иполиту
Мариу Иполиту Дамиану (порт. Mário Hipólito, 1 июня 1985, Луанда, Ангола) — ангольский футболист, вратарь. С 2006 по 2013 год выступал за сборную Анголы.

## Карьера
Во взрослом футболе дебютировал в 2004 году выступлениями за клуб «Интер (Луанда)» (Луанда), в котором провёл девять сезонов. В течение 2014 года защищал цвета команды «Бравуш-ду-Макиш». В состав клуба «Кабушкорп» присоединился в 2015 году.
В 2006 году дебютировал в официальных матчах в составе национальной сборной Анголы. Провёл в основном составе команды страны 5 матчей.
В составе сборной был участником чемпионата мира 2006 года в Германии, однако на этом турнире не сыграл ни в одном из 3-х матчей своей команды. Также был участником Кубка африканских наций 2008 года в Гане.